# RTÜK
RTÜK (türkisch Radyo ve Televizyon Üst Kurulu, englisch Radio and Television Supreme Council; früher: englisch High Board for Radio and TV; sinngemäß: Oberster Rundfunk- und Fernsehrat) ist die Regulierungsbehörde für den privaten Rundfunk in der Türkei.
Der RTÜK steht ein 9-köpfiger Rundfunkrat vor, der mit Vertretern der Parteien besetzt ist.

## Funktion und Bedeutung
Der Rundfunkrat ist für die Regulierung und Überwachung der Radio- und Fernseh-Aktivitäten verantwortlich. Lizenzen und Genehmigungen für die Ausstrahlung auf terrestrischen, digitalen, Satelliten, Kabel und IPTV Sendern wird von RTÜK gewährt. RTÜK prüft alle Rundfunkanstalten direkt und kann Sanktionen verhängen.
Zu ihren Aufgaben zählen Maßnahmen zur Gewährleistung der Informationsfreiheit und Aufbau eines Wettbewerbumfelds auf dem Markt für Rundfunkübertragungsdienste; der Vorbereitung und Umsetzung von Frequenzplänen für Radio- und Fernsehstationen; die Vergabe und der Entzug von Sendelizenzen, die Überwachung, ob die Förderfähigkeit eingehalten wird und Inspektionen, ob die Sendungen der Mediendienstleister in der Türkei mit den geltenden Rechtsvorschriften und den entsprechenden internationalen Konventionen im Einklang stehen.
Da die RTÜK für die Lizenzvergabe zuständig ist, entscheidet sie unter anderem darüber, ob ein Rundfunksender auf Kurdisch senden darf. Die Entscheidungen der RTÜK spielen eine Rolle bei den Beitrittsverhandlungen der Türkei mit der Europäischen Union, da die EU von der Türkei fordert, den Schutz von Minderheiten zu verbessern.

## Organisation
Die staatliche Behörde mit Sitz in Ankara wird von neun Personen geleitet, von denen fünf die regierende Partei und vier Kandidaten die Opposition stellt. Gewählt werden die Mitglieder des RTÜK von der Großen Nationalversammlung (TBMM). In den Städten Istanbul, Izmir und Diyarbakir gibt es lokale Niederlassungen.
| Amtszeit                        | Präsident            |
| ------------------------------- | -------------------- |
| seit 23. Januar 2019            | Ebubekir Şahin       |
| 15. Juli 2015–22. Januar 2019   | İlhan Yerlikaya      |
| 17. Juli 2009–14. Juli 2015     | Davut Dursun         |
| 15. Juli 2005–14. Juli 2009     | Aykut Zahid Akman    |
| 4. Juni 2002 1997–13. Juli 2005 | Fatih Karaca         |
| 1. Juni 2000–3. Juni 2002       | Nuri Kayış           |
| 1. Juni 1998–31. Mai 2000       | Kutlu Savaş          |
| 8. Dezember 1997–31. Mai 1998   | İbrahim Agah Çubukçu |
| 6. März 1997–3. Dezember 1997   | Orhan Oğuz           |
| 29. Mai 1996–5. März 1997       | Güneş Müftüoğlu      |
| 16. Mai 1994–28. Mai 1996       | Ali Baransel         |

## Geschichte
2002 gab es eine heftige Debatte um das damals neu beschlossene RTÜK-Gesetz.
Mit der politischen Islamisierung und einer konservativer aufgestellten RTÜK nahmen ab 2002 auch die Fernsehauftritte des Travestiekünstlers Huysuz Virjin rapide ab, der besonders durch seine Rolle der grimmigen, schlechtgelaunten Diva, die in ihrer Sprache und Umgang keinerlei Tabus scheut auf dem Fernsehkanal Kanal D präsent war und hier viermal zeitweilig komplett aus dem Sendebetrieb genommen wurde. RTÜK ermahnte 2007 die Sender, Virjin nicht in Frauenkleidern auftreten zu lassen, da dies gegen den guten Geschmack verstoße und ein schlechtes Beispiel für die Kinder sei.
Am 18. August 2004 vergab die RTÜK drei Sendern im Südosten der Türkei die Lizenz, in Kurdisch zu senden, auch der staatliche Sender TRT 3 darf Sendungen auf Arabisch, Zazaisch, Kurmancî und anderen Sprachen ausstrahlen, doch ist etwa bei den Regionalsendern ein ungestörter Sendebetrieb kurdischer Rundfunkstationen auf Grund andauernder staatlicher Interventionen weiterhin nicht durchgängig möglich.
Nach Ausstrahlung der zweiten Folge der türkischen Fernsehserie Tal der Wölfe auf Show TV im Jahr 2007, die von einem fiktiven  Nachrichtendienst handelt, welcher illegale politische Machenschaften innerhalb der türkischen Grenzen zur Strecke bringen will und in der Staffel Kurtlar Vadisi – Terör den Terrorismus im Südosten der Türkei behandelt, wird diese Serie durch die RTÜK abgesetzt, um eine „Provokation“ der in der Türkei lebenden Kurden zu vermeiden. Die Serie wurde unter dem neuen Titel Kurtlar Vadisi – Pusu auf Kanal D wieder ausgestrahlt.
2010 belegte die RTÜK den ehemaligen privaten Fernsehsender e2 mit einer Geldstrafe für die Ausstrahlung der Serie Hung – Um Längen besser mit der Begründung, sie würde eine „krankhafte Beziehung“ propagieren, welches „die intakte sexuelle Gesundheit der Bevölkerung bedrohen könnte“. In der Serie war der Sohn des Hauptdarstellers schwul.
Als der türkische Sender CNBC-E 2012 die Episode Spider-Killer-Avatar-Man der US-amerikanischen Zeichentrickserie Die Simpsons ausstrahlte, kam es zu einem Konflikt mit RTÜK. In der zweiten Geschichte der Folge wurde Gott als Untertan des Teufels, von Gott befohlene Morde und eine Bibelverbrennung dargestellt. RTÜK verlangt von CNBC-E eine Geldstrafe von umgerechnet 22.800 Euro.
Im Mai 2013 wurde der oppositionelle Fernsehsender Halk TV vom RTÜK wegen der Ausstrahlung eines „most watched“-Videos in YouTube gerügt. Als Grund wurde Beleidigung des Ministerpräsidenten Recep Tayyip Erdoğan angegeben.
Während der Proteste um den Gezi-Park war Halk TV einer der wenigen türkischen Fernsehkanäle, die live über die Ereignisse berichten. Aufgrund dessen verhängte die RTÜK eine Geldstrafe gegen Halk TV wegen des „Schadens an der physischen, moralischen und mentalen Entwicklung von Kindern und Jugendlichen“.
Der private Fernsehsender Star TV sendete vom 21. Juni bis zum 15. Juli 2014 unter dem Titel O Ses Çocuklar (Die Stimme der Kinder) die erste Staffel der Casting-Show für Kinder zwischen acht und 14 Jahren. Die zweite Staffel wurde von TV8 im September 2014 ausgestrahlt. Am 19. September 2014 wurde bekannt, dass die RTÜK eine Strafe von 150 000 Türkische Lira veranlasst hat, nachdem man der Meinung ist, dass die Show die Entwicklung von Kindern negativ beeinflusst.
Am 12. Mai 2016 erfolgte erneut eine Strafe in Höhe von 170.000 Türkische Lira, nachdem die RTÜK erneut der Meinung ist, dass die Show die stimmliche und geistliche Entwicklung von Kindern schaden könnte. Deshalb wurde die laufende dritte Staffel abgebrochen.
Nach dem gescheiterten Putschversuch in der Türkei im Juli 2016 entzog die RTÜK in der Woche nach dem Putschversuch insgesamt 24 Radio- und Fernsehstationen die Sendelizenz, darunter auch der private Fernsehsender İMC TV. Bei den Sendern seien Verbindungen zur Gülen-Bewegung festgestellt worden, die die Regierung der Türkei für den Putschversuch verantwortlich macht.
Nach dem Terroranschlag in Istanbul am 12. Januar 2016, den Bombenanschlägen in Istanbul am 10. Dezember 2016 und beim Terroranschlag in Istanbul am 1. Januar 2017 verhängte die türkische Regierung eine Nachrichtensperre. Die RTÜK teilte mit, dass die Nachrichtensperre der nationalen Sicherheit diene.